# Браћа по оружју
Браћа по оружју (енгл. Band of Brothers) је назив за десетоделну мини ТВ серију из продукције ХБО.
Продуценти серије су Стивен Спилберг и Том Хенкс.

## Радња серије
Браћа по оружју прати чету „Е“ (енгл. Easy company), елитне падобранске јединице америчке војске током Другом светског рата.
Серија почиње 1942. године њиховом падобранском обуком у тренинг центру у Џорџији, наставља се преко искрцавања у Нормандији и борбама по Европи, а завршава 1945. се у Берлину, на крају рата.

## Улоге
- Дејмијан Луис као мајор Ричард Винтерс (1918–2011)
- Рон Ливингстон као капетан Луис Никсон (1918–1995)
- Метју Сетл као капетан Роналд Спирс (1920–2007)
- Дејвид Швимер као капетан Херберт Собел(1912–1987)
- Рик Ворден као поручник Хари Велш (1918–1995)
- Нил Макдона као поручник Лин „Бак“ Комптон (1921–2012)
- Дони Волберг потпоручник Карвуд Липтон (1920–2001)

## Стварање књиге
Серија је настала према књизи Стивена Емброуза. Књига је у ствари истинита прича о америчкој падобранској елитној јединици. Стивен Емборуз је податке за књигу сакупљао из интервјуа са преживелима, а тако и серија почиње сведочењима ратних ветерана.

## Продукција
Серија су пратили огромни трошкови. Укупно је потрошено око 125 милиона долара на серију, односно око 12 милиона по епизоди.
Додатних 15 милиона је потрошено на рекламну кампању.
Серија је углавном снимана на аеродрому Хетфилд у Енглеској, али и у Француској, Нормандији, Холандији. Исти аеродром је коришћен и за снимање филма Спасавање редова Рајана.